# 2102
2102 (ММCII) е обикновена година, започваща в неделя според Григорианския календар. Тя е 2102-рата година от новата ера, сто и втората от третото хилядолетие и третата от 2100-те.